# Microrhopala
Genre
Microrhopala est un genre d'insectes coléoptères de la famille des Chrysomelidae.
Communément appelés hispines (Leaf miner en anglais), ces petits insectes phytophages vivent dans les champs, les prés, près des lisières et le long des routes. Ils peuvent atteindre de 6 à 9 mm de longueur.

## Description
Leur livrée est généralement très vive, aux couleurs criantes et au tégument très luisant. Leur tête est conique et plus large que longue. Leur pronotum est semi-hémisphérique, et rarement orné ou maculé. Leurs élytres forment une ogive plate, à base cunéiforme et sont souvent ornés de deux à quatre bandes vivement colorées, la ponctuation y étant particulièrement grossière. Leur apex est arrondi avec une partie postérieure présentant une légère inflexion. Leurs pattes sont courtes, aux fémurs musclés.

## Identification
Ces espèces se distinguent aisément à leurs petites antennes en forme de massue. Les bandes ornementales sur les élytres facilitent l'identification d'une espèce, particulièrement lorsqu'elles fusionnent à la bande marginale du limbre postérieur.

## Alimentation
Ces espèces se nourrissent de plusieurs espèces d'Asteraceae et de Salix, et probablement de certaines Rosaceae.

## Espèces
Parmi les espèces présentes dans le Nord-Est de l'Amérique du Nord, soulignons Microrhopala excavata et Microrhopala vittata.

## Liste d'espèces
Selon BioLib (25 mai 2019) :
- Microrhopala beckeri Weise, 1905
- Microrhopala ciliata Weise, 1911
- Microrhopala columbica Weise, 1911
- Microrhopala erebus (Newman, 1841)
- Microrhopala excavata (Olivier, 1808)
- Microrhopala floridana Schwarz, 1878
- Microrhopala hecate (Newman, 1841)
- Microrhopala inermis Staines, 2006
- Microrhopala moseri Uhmann, 1940
- Microrhopala perforata Baly, 1864
- Microrhopala pulchella Baly, 1864
- Microrhopala rileyi Clark, 1983
- Microrhopala rubrolineata (Mannerheim, 1843)
- Microrhopala sallei Baly, 1864
- Microrhopala suturalis Weise, 1905
- Microrhopala unicolor Champion, 1894
- Microrhopala vittata (Fabricius, 1798)
- Microrhopala xerene (Newman, 1838)